# HMS Holderness (L48)
HMS Holderness (L48) là một tàu khu trục hộ tống lớp Hunt Kiểu I của Hải quân Hoàng gia Anh Quốc được hạ thủy và đưa ra phục vụ vào năm 1940. Nó đã hoạt động cho đến hết Chiến tranh Thế giới thứ hai, cho đến khi xuất biên chế năm 1946 và bị bán để tháo dỡ năm 1956.

## Thiết kế và chế tạo
Holderness được đặt hàng cho hãng Swan Hunter tại Wallsend trong Chương trình Chế tạo 1939 và được đặt lườn vào ngày 29 tháng 6 năm 1939. Nó được hạ thủy vào ngày 8 tháng 2 năm 1940 và nhập biên chế vào ngày 10 tháng 8 năm 1940. Con tàu được cộng đồng dân cư Amman Valley tại Wales đỡ đầu trong khuôn khổ cuộc vận động gây quỹ Tuần lễ Tàu chiến năm 1942.

## Lịch sử hoạt động
Trong suốt lịch sử hoạt động trong chiến tranh của Holderness, nó thuần túy chỉ phục vụ cùng Chi hạm đội Khu trục 21 trong những nhiệm vụ hộ tống các đoàn tàu vận tải tại phía Đông. Con tàu chưa từng được bố trí hoạt động ở nước ngoài. Vào ngày 20 tháng 2 năm 1942, nó đụng độ với các tàu phóng lôi E-boat Đức Quốc xã, đánh chìm một chiếc và bắt giữ 18 tù binh.
Sau chiến tranh, Holderness được chuyển sang Hạm đội Dự bị tại Harwich vào năm 1946, và bị bỏ không cho đến khi được bán cho hãng Thos W Ward để tháo dỡ. Nó được kéo đến xưởng tháo dỡ tại Preston vào ngày 20 tháng 11 năm 1956.